# 日本の語学に関する資格一覧
日本の語学に関する資格一覧（にほんのごがくにかんするしかくいちらん）は、日本国内で実施されている、語学に関する検定試験や資格の名称を一覧としたものである。

## 国家資格
- 【教育職員免許法】
  - 中学校教員（国語）（英語）等
  - 高等学校教員（国語）（英語）等
- 【通訳案内士法】
  - 全国通訳案内士
- 【航空法】
  - 航空英語能力証明

## 公的資格

### 英語
- 日商ビジネス英語検定（日本商工会議所）

### 日本語
- 日本語能力試験（JLPT）（国際交流基金、日本国際教育支援協会）
- 日本留学試験（EJU）（日本学生支援機構）

## 民間資格

### 英語
- 実用英語技能検定（英検）（日本英語検定協会）
- GCAS（ビジネス英会話コミュニケーションテスト）（日本英語検定協会）
- 技術英語能力検定（技術英検）（日本能率協会）
- 国際連合公用語英語検定試験（国連英検）（日本国際連合協会）
- TOEIC（国際ビジネスコミュニケーション協会）
- TOEFL（教育試験サービス）
- ケンブリッジ英語検定（ケンブリッジ大学英語検定機構）
- BULATS（ケンブリッジ大学英語検定機構）
- IELTS（ブリティッシュ・カウンシル、ケンブリッジ大学英語検定機構、IDP Education）
- GTEC（ベネッセコーポレーション）
- 英語検定試験（全国商業高等学校協会）
- 観光英語検定（全国語学ビジネス観光教育協会）
- 英語コミュニケーション能力判定テスト（CASEC）（教育測定研究所）
- 英語ロジック検定 (日本論理検定協会）
- 英会話検定（日本英会話協会）
- 英単語検定（日本英会話協会）
- 翻訳技能認定試験（日本翻訳協会）
- ほんやく検定（日本翻訳連盟）
- 通訳技能検定試験（日本通訳協会）
- ボランティア通訳検定試験（日本通訳協会）

### 日本語
- 日本語検定（日本語検定委員会）
- JPT日本語能力試験（YBM Si-sa）
- TOPJ実用日本語運用能力試験（アジア国際交流奨学財団）
- J-cert生活・職能日本語検定（国際人財開発機構）
- 実用日本語検定（日本語検定協会）
- J.TEST実用日本語検定
- 諺能力検定試験（ことわざ能力検定協会）
- 日本語教育能力検定試験（日本国際教育支援協会）
- BJTビジネス日本語能力テスト（日本漢字能力検定協会）
- 日本漢字能力検定（日本漢字能力検定協会）
- 文章読解・作成能力検定（日本漢字能力検定協会）
- 語彙・読解力検定（ベネッセコーポレーション、朝日新聞社）

### 中国語
- 漢語水平考試（HSK）（中華人民共和国教育部）
- 中国語検定試験（日本中国語検定協会）
- ビジネス中国語検定試験（日本ビジネス中国語学会）
- 実用中国語技能検定試験（アジア国際交流奨学財団）
- 中国語コミュニケーション能力試験（TECC）（中国語コミュニケーション協会）
- 華語文能力測験（TOCFL）（TOCFL日本事務局）

### フランス語
- 実用フランス語技能検定試験（フランス語教育振興協会）
- フランス語能力認定試験（日仏文化協会）
- フランス語学力資格試験（DELF/DALF）（フランス教育インターナショナル）

### ドイツ語
- ドイツ語技能検定試験（ドイツ語学文学振興会）
- ゲーテ・ドイツ語検定試験（ゲーテ・インスティトゥート）
- TestDaf（テストダフ・インスティトゥート）
- 大学入学のためのドイツ語試験（DSH）
- オーストリア政府公認ドイツ語能力検定試験（ÖSD）

### スペイン語
- スペイン語技能検定（日本スペイン協会）

### イタリア語
- 実用イタリア語検定（国際市民交流のためのイタリア語検定協会）
- ダンテ・アリギエーリ協会イタリア語検定（PLIDA）（ダンテ・アリギエーリ協会）
- CILS（Certificazione di Italiano come Lingua Straniera: 外国語としてのイタリア語検定）シエナ外国人大学が主催。チルスと読む。
- CELI（Certificati di conoscenza della lingua italiana: イタリア語の知識検定）ペルージャ外国人大学が主催。チェリと読む。
- CILSの場合はレベルで中上級とされるB2以上、CELIの場合はレベル3以上に合格している外国人は、イタリアの大学に入学する際に必要な語学試験が免除される。

### ロシア語
- ロシア語能力検定試験（ロシア語能力検定委員会）

### アラビア語
- 実用アラビア語検定（日本アラビア語検定協会）
- カイロ大学アラビア語能力検定試験（カイロ大学文学部東洋研究センター）

### 朝鮮語
- 韓国語能力試験（韓国教育部、国立国際教育院）
- 「ハングル」能力検定試験（ハングル能力検定協会）

### ベトナム語
- 実用ベトナム語検定試験（日本東南アジア言語普及協会）
- 国際ベトナム語能力試験（VTS JAPAN）

### その他
- 国際ポルトガル語検定試験 （リスボン大学国際ポルトガル語検定評価センター）
- オランダ語公式検定試験
- カタルーニャ語検定試験（関西カタルーニャセンター）
- インドネシア語技能検定試験（日本インドネシア語検定協会）
- エスペラント学力検定試験（日本エスペラント協会）
- ギリシャ語能力検定試験（ギリシャ語センター）
- スウェーデン語能力検定試験（SWEDEX）（フォーク大学）
- 実用タイ語検定試験（日本タイ語検定協会）
- シンハラ語入門検定（スリランカ・シンハラ語友の会、スバ・ランカ協会）